# António Damásio
António C. Rosa Damásio (Lisboa, Portugal, 1944) és un metge i neuròleg portuguès.

## Biografia
Nascut el 25 de febrer de 1944 a la ciutat de Lisboa, va estudiar medicina a la Facultat de Medicina de la Universitat de Lisboa, on va realitzar també la seva rotació com a resident i va completar el seu doctorat. Més tard, es va traslladar als Estats Units com investigador visitant durant sis mesos al Aphasia Research Center (Centre per a la investigació de l'afàsia) a Boston. La seva obra realitzada allí sobre neurologia del comportament la va portar a terme sota la supervisió de Norman Geschwind.
Actualment és professor de Psicologia, Neurociència i Neurologia a la Universitat de Califòrnia del Sud, on dirigeix el Institute for the Neurological Study of Emotion and Creativity dels Estats Units (Institut per a l'estudi neurològic de l'emoció i la creativitat). Abans d'arribar a aquest lloc universitari, l'any 2005, Damasio va ser professor i cap de neurologia al Centre Mèdic de la Universitat d'Iowa. La seva carrera a Iowa es va perllongar entre 1976 i 2005.
Està casat amb la Dra. Hanna Damasio, coautora amb ell de diversos treballs.

## Investigacions
Com a investigador, Damásio té com a camp prioritari d'interès les bases neurològiques de la ment, especialment pel que fa als sistemes neuronals que subjauen a la memòria, el llenguatge, les emocions i el processament de decisions. Com a metge, juntament amb els seus col·laboradors, estudia i tracta els trastorns del comportament i de la cognició, així com els del moviment.
És membre de l'Acadèmia Americana de les Arts i les Ciències, de l'Acadèmia Nacional de les Ciències i de l'Acadèmia Europea de les Arts i les Ciències. Damásio ha rebut nombrosos premis, entre els quals s'inclou el Premi Príncep d'Astúries d'Investigació Científica i Tècnica de l'any 2005.

## Obres de divulgació
- Descartes' Error: Emotion, Reason and the Human Brain, Pan Macmillan, abril de 1995, (ISBN 0-380-72647-5)
- The Feeling of What Happens: Body and Emotion in the Making of Consciousness, Harvest Books, octubre de 2000 (ISBN 0-15-601075-5)
- Looking for Spinoza: Joy, Sorrow, and the Feeling Brain, Harcourt, febrer de 2003 (ISBN 0-15-100557-5)